# Ункафов куп нација 2005.
Ункафов куп нација 2005. био је осми по реду Ункафов Куп нација, првенство Централне Америке за фудбалске тимове мушких националних савеза. Организовао га Фудбалски савез Централне Америке (УНКАФ), а одржан је у Гватемали од 19. до 27. фебруара 2005. године. Сви мечеви су одиграни на стадиону Матео Флорес у Гватемала ситију. Четири полуфиналиста су се квалификовала за Златни куп Конкакафа 2005. Костарика је освојила турнир победивши Хондурас у финалу на пенале.

## Земље учеснице
Учествовало је свих седам чланова Ункафа.
| Група А   | Група А | Група А                        | Група Б   | Група Б | Група Б                                    |
| Држава    | Учешћа  | Најбољи резултат               | Држава    | Учешћа  | Најбољи резултат                           |
| --------- | ------- | ------------------------------ | --------- | ------- | ------------------------------------------ |
| Белиз     | 4       | Групна фаза (1995, 1999, 2001) | Костарика | 8       | Шампион (1991, 1997, 1999, 2003)           |
| Гватемала | 7       | Шампион (2001)                 | Салвадор  | 8       | Треће место (1991, 1995, 1997, 2001, 2003) |
| Хондурас  | 8       | Шампион (1993, 1995)           | Панама    | 6       | Треће место (1993)                         |
| Никарагва | 5       | Групна фаза (1997, 1999, 2001) |           |         |                                            |

## Град и стадион
| Гватемала |                   |
| Гватемала | Гватемала         |
| --------- | ----------------- |
| Гватемала | Доротео Флорес    |
| Гватемала | Капацитет: 26.000 |
| Гватемала |                   |

## Групна фаза

### Група А
| Pos | Тим       | О | П | Н | И | ГД | ГП | ГР | Бод. | Qualification                  |
| --- | --------- | - | - | - | - | -- | -- | -- | ---- | ------------------------------ |
| 1   | Хондурас  | 3 | 2 | 1 | 0 | 10 | 2  | +8 | 7    | Квалификовали се за полуфинале |
| 2   | Гватемала | 3 | 2 | 1 | 0 | 7  | 1  | +6 | 7    | Квалификовали се за полуфинале |
| 3   | Никарагва | 3 | 1 | 0 | 2 | 2  | 9  | −7 | 3    |                                |
| 4   | Белизе    | 3 | 0 | 0 | 3 | 0  | 7  | −7 | 0    |                                |

| Хондурас                                              | 5 : 1 | Никарагва         |
| ----------------------------------------------------- | ----- | ----------------- |
| Милтон Нуњез 19’, 84’ · Вилмер Веласкез 42’, 51’, 73’ |       | Милтон Бустос 54’ |

| Гватемала                                         | 2 : 0 | Белизе |
| ------------------------------------------------- | ----- | ------ |
| Едвин Виљаторо 35’ · Хуан Карлос Плата 72’ (пен.) |       |        |

| Белизе | 0 : 4 | Хондурас                                                         |
| ------ | ----- | ---------------------------------------------------------------- |
|        |       | Вилмер Веласкез 7’ · Милтон Нуњез 33’, 80’ · Вилсон Паласиос 88’ |

| Гватемала                                                            | 4 : 0 | Никарагва |
| -------------------------------------------------------------------- | ----- | --------- |
| Хуан Карлос Плата 11’ · Ернан сандовал 30’, 77’ · Едвин Виљаторо 66’ |       |           |

| Белизе | 0 : 1 | Никарагва       |
| ------ | ----- | --------------- |
|        |       | Хуан Вилчез 85’ |

| Гватемала          | 1 : 1 | Хондурас            |
| ------------------ | ----- | ------------------- |
| Гонзало Ромеро 22’ |       | Вилмер Веласкез 72’ |

### Група Б
| Pos | Тим       | О | П | Н | И | ГД | ГП | ГР | Бод. | Qualification                  |
| --- | --------- | - | - | - | - | -- | -- | -- | ---- | ------------------------------ |
| 1   | Костарика | 2 | 2 | 0 | 0 | 3  | 1  | +2 | 6    | Квалификовали се за полуфинале |
| 2   | Панама    | 2 | 1 | 0 | 1 | 1  | 1  | 0  | 3    | Квалификовали се за полуфинале |
| 3   | Салвадор  | 2 | 0 | 0 | 2 | 1  | 3  | −2 | 0    |                                |

| Салвадор | 0 : 1 | Панама               |
| -------- | ----- | -------------------- |
|          |       | Хуан Рамон Солис 77’ |

| Костарика                        | 2 : 1 | Салвадор       |
| -------------------------------- | ----- | -------------- |
| Вејн Вилсон 75’ · Рој Мари 90+1’ |       | Денис Алас 40’ |

| Костарика    | 1 : 0 | Панама |
| ------------ | ----- | ------ |
| Рој Мари 81’ |       |        |

## Нокаут фаза
|  | Полуфинале              | Полуфинале |                         |       | Финале | Финале |
|  |                         |            |                         |       |        |        |
|  | 25. фебруар - Гватемала |            |                         |       |        |        |
|  |                         |            |                         |       |        |        |
|  | Хондурас                | 1          |                         |       |        |        |
|  | Хондурас                | 1          | 27. фебруар - Гватемала |       |        |        |
|  | Панама                  | 0          |                         |       |        |        |
|  | Панама                  | 0          | Хондурас                | 1 (6) |        |        |
|  | 25. фебруар - Гватемала |            | Хондурас                | 1 (6) |        |        |
|  |                         | Костарика  | 1 (7)                   |       |        |        |
|  | Костарика               | Костарика  | 1 (7)                   | 4     |        |        |
|  | Костарика               |            |                         | 4     |        |        |
|  | Гватемала               | 0          |                         |       |        |        |
|  | Гватемала               | 0          | Треће место             |       |        |        |
|  |                         |            |                         |       |        |        |
|  | 27. фебруар - Гватемала |            |                         |       |        |        |
|  |                         |            |                         |       |        |        |
|  | Панама                  | 0          |                         |       |        |        |
|  | Панама                  | 0          |                         |       |        |        |
|  | Гватемала               | 3          |                         |       |        |        |

### Полуфинале
| Хондурас            | 1 : 0 | Панама |
| ------------------- | ----- | ------ |
| Вилмер Веласкез 72’ |       |        |

| Гватемала | 0 : 4 | Костарика                                                               |
| --------- | ----- | ----------------------------------------------------------------------- |
|           |       | Хеинер Сехура 8’ · Даглас Секеира 22’ · Вејн Вилсон 42’ · Ерик Скот 61’ |

### Утакмица за треће место
| Гватемала                                      | 3 : 0 | Панама |
| ---------------------------------------------- | ----- | ------ |
| Едвин Виљаторо 7’ · Хуан Карлос Плата 41’, 49’ |       |        |

### Финале
| Костарика | 1 : 1 (п.с.н) | Хондурас |
| --- | ------------- | --- |
| Вејн Вилсон 68’                                                                                                   |               | Милтон Нуљез 58’ |
| Пенали |               | |
| Хафет Софо · Евер Алфаро · Вејн Вилсон · Џони Куберо · Даглас Секеира · Дани Фонсека · Хуниор Дијаз · Мајкл Умања | 7 : 6         | Вилмер Веласкез · Волтер Нахун Лопез · Серхио Мендоза · Марио Рене Бериос · Милтон Нуњез · Иван Гереро · Миклтон Рејес · ерик Ваљесиљо |

| Костарика | Хондурас |

## Достигнућа
| Најбољи играч | Победник Ункафовог купа нација 2005. Костарика 5° титула | Најбољи стрелац Вилмер Веласкез (6 голова) |

- Костарика,  Хондурас,  Гватемала и  Панама су се квалификовали за Конкакафов златни куп 2005.

## Голгетери
6 голова
- Вилмер Веласкез

5 голова
- Милтон Нуњез

4 гола
- Хуан Карлос Плата